# Cheiracanthium ampijoroa
Cheiracanthium ampijoroa es una especie de araña del género Cheiracanthium, familia Cheiracanthiidae, suborden Araneomorphae. Fue descrita científicamente por Lotz en 2014.

## Distribución
Se distribuye por Madagascar.